# My Sweet Lord
«My Sweet Lord» (рус. Мой дорогой Господь) — песня британского музыканта Джорджа Харрисона, выпущенная 23 ноября 1970 года в США и 15 января 1971 года в Великобритании на его третьем сольном студийном альбоме All Things Must Pass. Она также была выпущена как сингл, первый сингл Харрисона как сольного исполнителя, и возглавила мировые чарты; это был самый продаваемый сингл 1971 года в Великобритании. В США и Великобритании песня стала первым сольным синглом номер один бывшего участника The Beatles. Харрисон изначально отдал песню своему коллеге по Apple Records Билли Престону для записи; эта версия, которую Харрисон спродюсировал, появилась на альбоме Престона Encouraging Words 11 сентября 1970 года.
Харрисон написал «My Sweet Lord» в честь индуистского бога Кришны, при этом намереваясь использовать текст как призыв отказаться от религиозного сектантства посредством смешивания еврейского слова «аллилуйя» с песнопениями «Харе Кришна» и ведической молитвой. Запись включает обработку стены звука продюсера Фила Спектора и возвещает о появлении слайд-гитарной техники Харрисона, которую один биограф описал как музыкально столь же отличительную подпись, как и знак Зорро. Ринго Старр, Эрик Клэптон, Гэри Брукер, Бобби Уитлок и участники группы Badfinger приняли участие в записи композиции.
Позже, в 1970-х, «My Sweet Lord» оказалась в центре широко разрекламированного иска о нарушении авторских прав из-за её предполагаемого сходства с песней Ронни Мака «He’s So Fine», хитом 1963 года для нью-йоркской гёрл-группы The Chiffons. В 1976 году, было установлено, что Харрисон подсознательно сплагиатил песню, вердикт, который имел последствия во всей музыкальной индустрии. Он сказал, что вместо песни The Chiffons он использовал христианский гимн «Oh Happy Day», не защищённый авторскими правами, в качестве вдохновения для мелодии.
Харрисон исполнил «My Sweet Lord» на концерте для Бангладеш 1 августа 1971 года, и она остаётся самой популярной композицией из его карьеры после распада The Beatles. Он переработал её как «My Sweet Lord (2000)» для включения в качестве бонус-трека в переиздание All Things Must Pass приуроченное к 30-летию. Многие артисты перепевали эту песню, в частности Эдвин Старр, Джонни Мэтис и Нина Симон. «My Sweet Lord» заняла 454-е место в списке «500 величайших песен всех времён» журнала Rolling Stone в 2004 году и 460-е место в обновлении 2010 года, а также 270-е место в аналогичном списке, опубликованном NME в 2014 году. Она снова достигла первого места в Великобритании, когда была переиздана в январе 2002 года, через два месяца после смерти Харрисона.

## История
Изначально песня предназначалась для Билли Престона, который и исполнил её в начале 1970 года на своём альбоме Encouraging Words. Написана она была в декабре 1969 года, когда Харрисон и Престон находились в Копенгагене. Позже песня была записана Харрисоном и Престоном в Лондоне.
В октябре 1970 года Джордж Харрисон объявил британской прессе о том, что «My Sweet Lord» будет первым синглом его сольной карьеры. Но несколько дней спустя он отложил издание сингла, решив, что его выход в свет может повредить продаже альбома All Things Must Pass. Другие трое экс-битлов к тому времени уже выпустили свои сольные альбомы, не издав при этом ни одной песни с них в виде сингла. «My Sweet Lord» был издан как сингл в США 23 ноября 1970 года. Спустя несколько недель, 15 января 1971 года, компании звукозаписи EMI и Apple Records выпустили сингл также и в Великобритании.
В первую неделю сингл попал на 7-ю позицию в британских чартах, поднявшись затем до первой строки и продержавшись там в течение пяти недель. Это был первый сингл одного из экс-битлов, занявший высшую позицию в хит-парадах. Сингл повторно попал на первое место в британских чартах в январе 2002 года, когда новая версия песни была переиздана уже после смерти Харрисона от рака. Вершины американского чарта Billboard Hot 100 сингл достиг 26 декабря 1970 года и продержался там четыре недели. Вершины британского чарта сингл достиг 30 января 1971 года и продержался там пять недель. В Великобритании сингл был издан вместе с песней «What Is Life», а в США — с «Isn’t It a Pity».
После выхода песни в свет сходство мелодии «My Sweet Lord» с хитом «He’s So Fine» американского женского квартета The Chiffons стало причиной многолетнего судебного процесса из-за авторских прав. Автором «He’s So Fine» был к тому времени уже покойный Рональд Мэк, интересы которого представляла звукозаписывающая компания Bright Tunes. В статье от 6 марта 1971 года журнал Billboard сообщил, что по всему миру была приостановлена выплата Харрисону прибыли от продаж сингла.
Судебный процесс состоялся в США и получил известность как Bright Tunes Music vs. Harrisongs Music. В ходе судебного разбирательства Харрисон отрицал преднамеренный плагиат, заявив, что на написание «My Sweet Lord» его вдохновила композиция Эдвина Хокинса «Oh Happy Day» («О, счастливый день!»). На одном из судебных заседаний Харрисон был вынужден исполнить композицию на гитаре. В это время в других залах суда слушания дел прекратились, и все собрались послушать «бесплатный концерт» музыканта.
В 1976 году Харрисон проиграл процесс после того, как суд признал возможность «непреднамеренного» заимствования и присудил Харрисону выплатить Bright Tunes сумму в размере 1,6 млн долларов США. Судья принял в расчёт доходы, полученные Харрисоном не только в результате продажи сингла «My Sweet Lord», но и в результате включения песни в альбомы All Things Must Pass и The Best of George Harrison. Судья также постановил, что впредь Харрисон имел право получать только треть доходов от продаж песни. Тем временем The Chiffons решили заработать на широком освещении судебного процесса в СМИ, записав и выпустив новую версию «My Sweet Lord», а Харрисон выразил обиду на решение суда в своей композиции «This Song».
Однако история на этом не закончилась. До того, как Харрисон выплатил положенную сумму, спор принял новый оборот. Менеджер Харрисона Аллен Клейн, выступавший на его стороне в суде, купил Bright Tunes и, сменив стороны, продолжил судебное дело против музыканта. В 1981 году окружной суд признал, что Клейн действовал неподобающим образом и постановил, что Харрисон должен приобрести Bright Tunes за 587 000 долларов — сумму, которую Клейн ранее заплатил за компанию. В результате бывший менеджер Харрисона остался ни с чем, а Харрисон автоматически получил авторские права на «My Sweet Lord» и на «He’s So Fine». Судебный процесс, однако, завершился только в 1991 году после того, как решение окружного судьи было подтверждено судом высшей инстанции.

## Аллилуйя и Харе Кришна
Джордж Харрисон включил в текст песни обращённое к Богу молитвенное хвалебное слово «Аллилуйя», а также ведическую мантру «Харе Кришна», которая является основной мантрой, используемой в религиозной практике индуистской традиции гаудия-вайшнавизма.
В 1966 году Харрисон купил пластинку Krishna Consciousness, на которой кришнаитский гуру Бхактиведанта Свами Прабхупада исполнил мантру «Харе Кришна» и объяснил её значение. С тех пор он часто занимался медитацией, повторяя или воспевая эту мантру, иногда вместе с Джоном Ленноном.
В 1968 году Харрисон впервые встретился с кришнаитами-учениками Бхактиведанты Свами Прабхупады, а в 1969 году — с самим индийским свами. После этого он стал последователем традиции гаудия-вайшнавизма и Международного общества сознания Кришны, оставаясь им до самой своей смерти.
В 1982 году, в своём интервью кришнаитскому гуру Мукунде Госвами Джордж Харрисон рассказывал:
«Аллилуйя» — это радостное восклицание у христиан, в отличие от него мантра Харе Кришна имеет ещё и скрытый смысл. Она — нечто большее, чем просто прославление Бога; это обращение к Богу с просьбой стать Его слугой. Мантра построена особым образом, а её звук обладает мистической духовной силой и этим она намного ближе к Богу, чем те слова, какими христиане сейчас описывают Его. … Я задумал взять их хитростью, поэтому «My Sweet Lord» звучит как обычная популярная песня. А идея была такая: слово «Аллилуйя» не вызывает у людей раздражения… этим мы и поймали их на удочку: к тому времени, когда должна зазвучать мантра Харе Кришна, они уже притоптывают ногой и поют: «Аллилуйя», — это как бы усыпляет их бдительность. Внезапно начинает звучать Харе Кришна, а они всё будут продолжать подпевать, пока не поймут, что произошло, и не подумают: «Э, да я, кажется, не особенно любил это Харе Кришна»! … Это была просто маленькая хитрость. И это не было оскорблением. У меня никогда не было такого впечатления, что христиане испытывают чувство обиды…
По мнению Нила Страусса из журнале Rolling Stone, «My Sweet Lord» «стала единственной кришнаитской песней, достигшей вершины хит-парадов» потому, что «она была такой сладкой и убаюкивающей, что вы могли подпевать ей не задумываясь над её текстом».
Харрисон использовал в песне ещё одну индуистскую мантру:
Gurur Brahmā, gurur Viṣṇur, gurur devo Maheśvaraḥ gurur sākṣāt paraṃ Brahma, tasmai śrī gurave namaḥ
Эта мантра является первой из 16 шлок гимна «Гуру-стотрам». Индуисты обычно повторяют её перед совершением какого-то действия, как правило после гимнов Ганеше и Сарасвати. Мантра посвящена духовному учителю, который сравнивается с тримурти Брахмой, Вишну и Шивой (Махешварой), а также с космическим духом Брахманом.
Гуру — это Брахма, гуру — это Вишну, гуру — это Господь Махешвара,
Несомненно, гуру — это Верховный Брахман, этому уважаемому учителю я приношу свои поклоны.

## Чарты
| Чарт (1970/1971)                | Наивысшая позиция |
| ------------------------------- | ----------------- |
| Австралийский Kent Music Report | 1                 |
| Немецкий сингл-чарт             | 1                 |
| Ирландский сингл-чарт           | 1                 |
| Японский сингл-чарт Oricon      | 4                 |
| Норвежский сингл-чарт           | 1                 |
| Швейцарский сингл-чарт          | 1                 |
| UK Singles Chart                | 1                 |
| Американский Billboard Hot 100  | 1                 |

| Чарт (2002)                    | Наивысшая позиция |
| ------------------------------ | ----------------- |
| Голландский сингл-чарт         | 46                |
| Японский сингл-чарт Oricon     | 96                |
| Норвежский сингл-чарт          | 18                |
| Шведский сингл-чарт            | 56                |
| Швейцарский сингл-чарт         | 69                |
| UK Singles Chart               | 1                 |
| Американский Billboard Hot 100 | 94                |

## Кавер-версии
- Американский эстрадный певец Энди Уильямс исполнил кавер-версию «My Sweet Lord» на своём альбоме 1971 года Love Story.
- Американская джазовая певица Пегги Ли записала кавер-версию песни в апреле 1971 года для своего альбома Where Did They Go?, выпущенного в том же году компанией звукозаписи Capitol Records. Аранжировщиком этой версии был Дон Себески[14].
- В 1972 году американская негритянская певица, пианистка и композитор Нина Симон исполнила 18-минутную версию «My Sweet Lord» в Форт-Дикс на концерте для чернокожих солдат. Впоследствии песня вышла на альбоме Emergency Ward. В своей версии Нина Симон смешала харрисоновский текст песни с поэмой Дэвида Нельсона «Today is a killer», в заключительной части которой автор обвиняет Бога в том, что он убийца. Это дало апокалиптический финал её концертному исполнению. В своей версии песни Нина Симон не использовала индуистские мантры.
- Бой Джордж записал кавер-версию песни в 1992 году для альбома-сборника The NME’S Roaring Forty.
- В 2000 году, к 30-й годовщине выхода альбома All Things Must Pass, Харрисон ремастировал и заново выпустил свой альбом, включив в него как бонус-трек новую версию «My Sweet Lord». На этот раз Харрисон исполнил песню вместе с Сэм Браун.
- После смерти Харрисона на памятном концерте в его честь, который прошёл в ноябре 2002 года в лондонском королевском Альберт-холле, песню исполнил Билли Престон с вокальным и инструментальным сопровождением Пола Маккартни и других исполнителей.
- Вскоре после смерти Харрисона Брюс Спрингстин исполнил акустическую версию песни на одном из своих концертов, исключив, однако, часть с индуистскими мантрами.
- Stacey Q включила кавер-версию «My Sweet Lord» в свой альбом Boomerang, вышедший в 1997 году.
- Кевин Макс из христианского ансамбля DC Talk записал кавер-версию «My Sweet Lord» для христианской публики, исключив из песни индуистские мантры.
- Megadeth иногда исполняют «My Sweet Lord» во время своих unplugged-выступлений.